# Virtsu
Virtsu (äldre tyska och svenska Werder) är en småköping (estniska: alevik) i västra Estland. Den ligger i Lääneranna kommun i landskapet Pärnumaa, 120 km sydväst om huvudstaden Tallinn. Före den stora kommunreformen i Estland hösten 2017 låg Virtsu i Hanila kommun i landskapet Läänemaa. Antalet invånare är 731.
Virtsu ligger på den låglänta halvön Virtsu poolsaar som ligger utmed Estlands västkust vid Storsund. Från Virtsu hamn utgår färjorna till ön Moon som har broförbindelse med Ösel.
Årsmedeltemperaturen i trakten är 5 °C. Den varmaste månaden är augusti, då medeltemperaturen är 16 °C, och den kallaste är januari, med −6 °C.